# Человек из Таллахасси
«Человек из Таллахасси» (англ. The Man from Tallahassee) — тринадцатая серия третьего сезона американского телесериала «Остаться в живых». Это шестая серия Локка за сериал и вторая за сезон.

## Сюжет

### Воспоминания
Локк страдает от депрессии, но связанные с этим соцвыплаты прекращаются, потому что он перестал посещать психолога. Позже к Локку домой пришёл молодой человек по имени Питер Талбот с вопросом, не знает ли он некоего Адама Сьюарда. Оказалось, что Сьюард собрался жениться на матери Талбота и представился отошедшим от дел предпринимателем из Онтарио. Увидев фотографию Сьюарда, Локк понял, что это его отец Энтони Купер. Талбот разыскал Локка, так как нашёл медицинскую карту своего будущего отчима и узнал имя человека, который пожертвовал ему свою почку. Локк, тем не менее, солгал, что был анонимным донором и не знает Сьюарда.
Затем Локк встретился с отцом в цветочном магазине и потребовал отменить свадьбу. Он рассказал, что Талбот подозревает его в мошенничестве, и пригрозил раскрыть правду его невесте. Купер уступил, согласившись порвать с нею. Спустя некоторое время Локка остановили двое детективов с вопросом, знаком ли он с Питером Талботом. Выяснилось, что его семья обладает состоянием в 200 миллионов долларов, а сам юноша мёртв.
Локк отправился к отцу и потребовал признаться в убийстве Талбота, но Купер настаивал, что не причастен к его смерти. Более того, он поведал, что его афера сорвалась, так как мать юноши, переживающая гибель сына, сама отменила свадьбу. Он предложил Локку позвонить женщине и проверить правдивость его слов. Но едва Локк взялся за телефон, Купер неожиданно кинулся к нему и выбросил из окна. Локк очнулся в больнице. Детективы рассказали ему, что Купер сбежал в Мексику. Затем к Локку пришёл его врач. Выяснилось, что при ударе о землю он повредил позвоночник и теперь частично парализован. Врач, несмотря на протест Локка, помог ему сесть в инвалидное кресло.

### События
Локк, Кейт и Саид из кустов наблюдают за лагерем других и планируют, что им делать дальше. Они замечают, что Руссо ушла в неизвестном направлении. Кейт собиралась броситься на помощь Джеку немедленно, но Саид возразил, что, вероятно, он не хочет, чтобы его спасали. На это девушка ответила, что странное поведение доктора может объясняться тем, что его накачали наркотиками. Локк предложил дождаться темноты, прежде чем что-то предпринимать.
Когда стемнело, Джульет проводила Джека до двери в дом и ушла. Троица спасшихся разделилась — Саид должен был наблюдать за главным входом дома Джека, Локк ушёл к чёрному ходу, а Кейт вошла внутрь. Она застала Джека за пианино. Увидев её, он приказал девушке немедленно уходить и указал на камеру слежения на потолке. В этот момент в комнату ворвались Другие и пленили её, а затем ввели также пойманного Саида и бросили его лицом в пол. Они спросили, кто ещё был в их группе, но Кейт солгала, что они пришли вдвоём.
Тем временем Бен проснулся у себя в комнате и, почувствовав чьё-то присутствие, решил, что это его дочь Алекс. Он включил свет и, к своему удивлению, увидел что его держит на мушке Локк. Джон потребовал, чтобы Бен отвёл его к подводной лодке. Бен разыгрывал непонимание, пока Локк не упомянул Михаила Бакунина. Затем вошла Алекс. К Бену пришли Том и Ричард Алперт (который нанимал Джульет). Локк схватил Алекс и спрятался вместе с нею в шкафу, угрожая ей оружием. Ричард рассказал о Саиде и Кейт и, получив приказ привести человека из Таллахасси, вышел. Локк потребовал, чтобы ему принесли рюкзак Саида, и Алекс отправилась выполнять это распоряжение.
Бен попросил помочь ему сесть в инвалидное кресло, и Локк, поколебавшись, согласился. Спросив затем, каким образом Локк собирается управлять подлодкой, и предположив, что в рюкзаке Саида лежит взрывчатка, Бен догадался, что Локк намеревается взорвать подлодку. «Я знаю тебя, Джон Локк», — сказал он. В подтверждение своих слов Бен коротко описал жизнь Локка до авиакатастрофы и в том числе событие, после которого его парализовало. Он спросил, было ли ему больно, на что Локк ответил: «Я почувствовал, как сломался мой позвоночник. Как ты думаешь, было ли мне больно?» Пока они разговаривали, Кейт заковали в наручники и заперли в бильярдной. Вскоре Том, предупредив, что комната прослушивается, пропустил туда Джека. Тот рассказал, что все похищенные другими люди из хвоста самолёта живы. Кейт начала расспрашивать его, почему он так изменился, и Джек признался, что Другие пообещали отпустить его на свободу и утром вывезти с острова. Он пообещал вернуться с подмогой. Затем за ним пришла Джульет.
Тем временем Бен проявил интерес к исцелению Локка, спросив, было ли оно мгновенным. Локк понял, что на самом деле его пленника беспокоит тот факт, что он сам заболел на острове и никак не может поправиться. Бен предположил, что Локк боится вне острова снова попасть в инвалидное кресло и потому собирается уничтожить подлодку. В это время Алекс пришла на место, где держали Саида — его приковали к качелям и за ним наблюдали несколько других, в том числе Райан Прайс — взяла рюкзак Саида, араб сказал ей, что она похожа на мать. Когда Алекс возразила, что её мать умерла, он ответил, что не сомневался, что ей так скажут. Затем Прайс ударом заставил его замолчать.
В это время Локк спросил Бена, откуда у них в посёлке есть электричество, но тот отшутился и попытался отговорить его от намеченного плана. Бен рассказал, что, в отличие от него самого, родившегося на острове, многие из Других привезены из внешнего мира. Поэтому им очень важно знать, что с помощью подлодки они в любой момент могут уехать с острова. Затем Бен пообещал, если Локк отступится, раскрыть один из секретов острова — показать большую коробку, в которой появляется всё, что пожелаешь. Локк не поверил ему, понадеявшись вслух, что коробка достаточно велика, чтобы туда поместилась новая подводная лодка.
Когда вернулась Алекс, Локк потребовал, чтобы девушка отвела его к подлодке. Бен предпринял последнюю попытку остановить его, рассказав о своей договорённости с Джеком. Он заверил Локка, что, так как связь после взрыва бункера оборвалась, подводная лодка и так не вернётся на остров — просто не сможет найти дорогу назад. Джон не поддался и вместе с Алекс ушёл на пристань. По пути девушка сообщила ему, что Бен умело манипулирует людьми и в том числе самим Локком — так, что они, сами того не понимая, идут у него на поводу. На пристани Локк отпустил её, а тем временем, скрытая зарослями, на девушку смотрела Руссо.
Пока он закладывал взрывчатку, Джек попросил Бена о последнем одолжении — отпустить его товарищей. Бен согласился и пообещал освободить их, как только доктор покинет остров. Другие сопроводили Джека и Джульет на пристань для их отправления и неожиданно увидели вылезающего из воды Локка. Он извинился перед Джеком, и в этот момент подлодка взорвалась.
Локка схватили. Его посадили в камеру, а позже к нему пришли Бен и Ричард. Локк прямо заявил Бену, что тот хотел, чтобы лодка была взорвана, и Бен признался, что, взорвав подлодку, Джон воплотил в жизнь его мечту. Согласно его словам, он оказался в сложной ситуации — не мог отпустить Джека с острова и одновременно не мог не сдержать слова. В обоих случаях Бен потерял бы лицо перед своими людьми. После этого Бен рассказал, что, спрашивая ранее, было ли Локку больно, он имел в виду не физическую боль от падения, а душевное страдание от осознания того факта, что отец пытался убить его. Он предположил, что Локк боится Купера и считает, что только на острове не имеет шансов встретиться с ним снова. Далее Бен отвёл Локка в другую камеру, где, к изумлению Джона, находился Энтони Купер — связанный и избитый. Бен сказал Локку, что они нашли его в коробке и что он туда попал благодаря Локку.

## Интересные факты
- После падения с восьмого этажа Локк был парализован на протяжении четырёх лет. Числа 8 и 4 снова взяты из таинственного цифрового ряда 4, 8, 15, 16, 23, 42.
- Имена Anthony Cooper (Энтони Купер) и Adam Seward (Адам Сьюард, один из псевдонимов мошенника) — это анаграмма фразы «Sawyer, the con man, a poor dad» (Сойер, мошенник, плохой отец).
- В этой серии мы знакомимся с двумя новыми Другими — Ричардом Алпертом (мы ранее видели его в воспоминаниях Джулиет) и Райаном Прайсом.
- В сцене встречи Локка и его отца, последний предлагает выпить виски МакКачн, которое пил Чарльз Уидмор и Десмонд в серии «Вспышки перед глазами».